# Wie einst im Mai (film 1926)
Wie einst im Mai è un film muto del 1926 diretto da Willi Wolff.

## Produzione
Il film fu prodotto dalla Ellen Richter Film di Berlino.

## Distribuzione
Distribuito dalla Universum Film (UFA) con un visto di censura del 31 marzo 1926, il film uscì nelle sale cinematografiche tedesche presentato a Berlino il 19 agosto 1926.